# Kepler-745 b
Кеплер-745 b — экзопланета, похожая на Нептун, которая вращается вокруг звезды спектрального класса G Кеплер-745. Её масса составляет 5,31 массы Земли, она совершает один оборот вокруг своей звезды за 9,9 дней и находится на расстоянии 0,0915 а. е. от своей звезды. О её открытии было объявлено в 2016 году. Находится на расстоянии 3910,83 световых лет от Земли. 